# Elecciones estatales de Chihuahua de 1977
Las Elecciones estatales de Chihuahua de 1977 se llevaron a cabo el domingo 3 de julio de 1977, y en ellas se renovaron los siguientes cargos de elección popular en Chihuahua:
- 14 diputados del Congreso del Estado. 14 diputados electos por mayoría relativa en cada uno de los Distritos Electorales.
- 67 ayuntamientos. Compuestos por un presidente municipal y regidores, electos para un periodo de tres años no reelegibles para el periodo inmediato.

## Resultados electorales

### Ayuntamientos
|  | 4.97 % |

|  | 84.75 % |

|  | 2.95 % |

|  | 0.80 % |

|  | 0.34 % |

|  | 93.81 % |

|  | 6.19 % |

|  | 46.31 % |

#### Ayuntamiento de Chihuahua
|  | 0.00 % |

|  | 71.01 % |

|  | 4.93 % |

|  | 0.00 % |

|  | 1.72 % |

|  | 77.76 % |

|  | 22.34 % |

|  | 27.04 % |

|  | 72.96 % |

#### Ayuntamiento de Juárez
|  | 13.37 % |

|  | 74.06 % |

|  | 3.67 % |

|  | 0.01 % |

|  | 0.31 % |

|  | 91.43 % |

|  | 8.57 % |

|  | 52.62 % |

|  | 47.38 % |

### Congreso del Estado de Chihuahua

Distribución de los distritos de Chihuahua por partido político:
Partido Revolucionario Institucional

|  | 5.30 % |

|  | 85.06 % |

|  | 3.36 % |

|  | 1.59 % |

|  | 4.68 % |

|  | 100.00 % |